# Карл фон Трир
Карл Бессарт фон Трир (нем. Karl Bessart von Trier; ок. 1265, Трир — 11 февраля 1324, Трир) — 16-й великий магистр Тевтонского ордена с 1311 по 1324 год.

## Биография
Родился около 1265 года в Трире в дворянской семье фон Эрен. Двое его братьев, двое племянников и отец также были членами Ордена, причём отец вступил в него уже в пожилом возрасте. Для своего времени Карл был высокообразованным человеком, владел иностранными языками и обладал хорошими дипломатическими способностями. По словам хрониста Петра фон Дусбурга, он был настолько красноречив, что его речами заслушивались даже его враги.
В начале 1290-х годов занимал должность комтура Бовуара в графстве Шампань, позже был направлен в Бейливик. В 1304 году был назначен великим комтуром, то есть заместителем великого магистра Зигфрида фон Фейхтвангена в Венеции. В качестве его преемника летом 1311 года Карл фон Трир был избран новым великий магистром и переехал в новую резиденцию Ордена замок Мариенбург под Данцигом.
Правление Карла фон Трира было отмечено внутренними раздорами и внешними войнами. Он старался сохранять дружественные отношения с соседями, кроме язычников-литовцев, однако непрекращающаяся война с великим князем литовским Гедимином развивалась не слишком удачно для Ордена. Неудачи в борьбе с язычниками, а также проведение радикальных реформ в административной и духовной сферах создали условия для формирования оппозиции. Не улучшал ситуацию и суровый голод 1315 года.
Основными противниками великого магистра были великий комтур Отто фон Люттенберг и великий госпитальер Фридрих фон Вильденберг, которые в 1317 году организовали собрание орденского капитула, после которого Карл фон Трир был вынужден подать в отставку и покинуть Пруссию.
На стороне фон Трира выступил папа римский Иоанн XXII, который осудил решение капитула и приказал созвать новый. 12 марта 1318 года на генеральном капитуле в Эрфурте Карл согласился принять должность великого магистра снова, однако в Пруссию так и не вернулся.
Последние годы он прожил в Трире, где и скончался 11 февраля 1324 года. Похоронен в церкви св. Екатерины в Трире.